# First Solar
First Solar, Inc. — американская компания-производитель модулей фотовольтаики (солнечных батарей), кроме того занимающаяся обеспечением оборудования для заводов данного профиля и обеспечивающая конечный сервис, включающий финансирование, строительство и техподдержку в переработке отслуживших модулей. First Solar использует в производстве в качестве полупроводника теллурид кадмия (CdTe), который позволяет уменьшить стоимость по сравнению с поликристаллическим кремнием.
Компания основана в 1990 году изобретателем Гарольдом Макмастером под именем Solar Cells, Inc. В 1999 году её купила True North Partners, LLC, переименовав в First Solar, Inc. На рынок ценных бумаг (NASDAQ) она вышла в 2006 году.  First Solar базируется в городе Темпл, Аризона. На 2010 год First Solar считалась вторым крупнейшим производителем солнечных батарей в мире.